# Nowa Siła

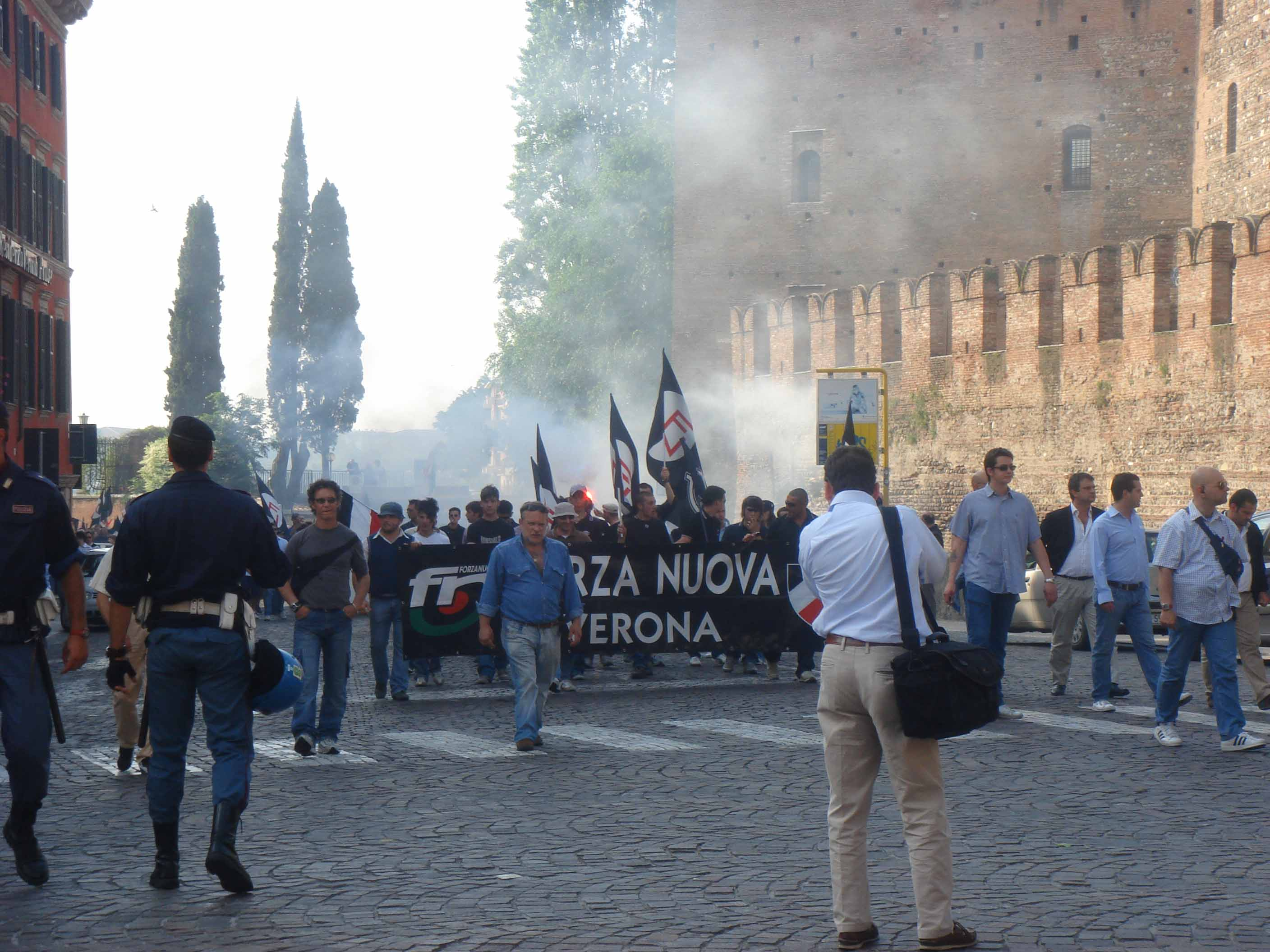
Demonstranci z Forza Nuova

Nowa Siła (wł. Forza Nuova) – włoska organizacja o charakterze nacjonalistycznym i neofaszystowskim, będąca członkiem Europejskiego Frontu Narodowego. W latach 2003–2006 była częścią Akcji Socjalnej (włoskiej koalicji zrzeszającej partie faszystowskie założonej przez Alessandrę Mussolini).
Została założona w 1997 roku przez Roberto Fiore oraz Massimo Morsello.

## Program
Program zawiera osiem punktów:
1. uchylenie praw zezwalających na aborcję
2. rodzina i wzrost demograficzny jako podstawowy cel polityki narodowej
3. zablokowanie imigracji
4. zakaz działalności masonerii
5. likwidacja długu publicznego
6. odnowa traktatów laterańskich i ochrona tradycji
7. uchylenie praw przeciwko wolności propagowania ustrojów despotycznych, mając na celu obronę historii i dziedzictwa kulturowego Włoch
8. instytucja gildii w celu obrony praw pracowniczych (gospodarczy korporacjonizm).